# Just Dance
«Just Dance» es una canción interpretada por la cantante estadounidense Lady Gaga, escrita por ella, Aliaune «Akon» Thiam y Nadir «RedOne» Khayat, quien también se encargó de la producción de la misma, e incluida en su álbum de estudio debut, The Fame, de 2008. La canción cuenta con la colaboración de Colby O'Donis, compañero de sello discográfico de Gaga. Fue compuesta a manera de canción dance pop y electropop, en la cual Gaga habla de la intoxicación con bebidas alcohólicas en una discoteca.
Se lanzó en 2008 como primer sencillo de su álbum debut The Fame. La canción recibió buena crítica, además de que se elogió su naturaleza melódica, la cual parece un himno de discoteca, así como a su sonido lleno de sintetizador. Comercialmente, tuvo un gran éxito a nivel mundial y llegó al puesto más alto de las listas de venta en territorios como los Estados Unidos, Australia, Canadá, Irlanda, España, Países Bajos y el Reino Unido, además de ingresar al top 10 de muchos otros países. En los Estados Unidos, «Just Dance» tuvo un ascenso gradual en popularidad, permaneciendo aproximadamente cinco meses en el Billboard Hot 100 antes de alcanzar el primer puesto en enero de 2009, a pesar de haberse lanzado en abril de 2008, convirtiéndose en la segunda más vendida en formato digital en el país en su momento. Para diciembre de 2020, sus ventas habían superado los 13 millones de copias en todo el mundo.
El vídeo musical de «Just Dance» muestra a Gaga presentándose en una fiesta en la que interpreta el tema y baila junto al resto de los invitados. La cantante comparó su experiencia durante la filmación con el estar rodando con Martin Scorsese. Como parte de la promoción, la interpretó en vivo en varias oportunidades, entre las que se cuentan sus giras The Fame Ball Tour, The Monster Ball Tour y The Born This Way Ball. Asimismo, recibió múltiples reconocimientos y nominaciones, destacándose una nominación para los premios Grammy en la categoría de mejor grabación dance/electrónica.

## Antecedentes y lanzamiento

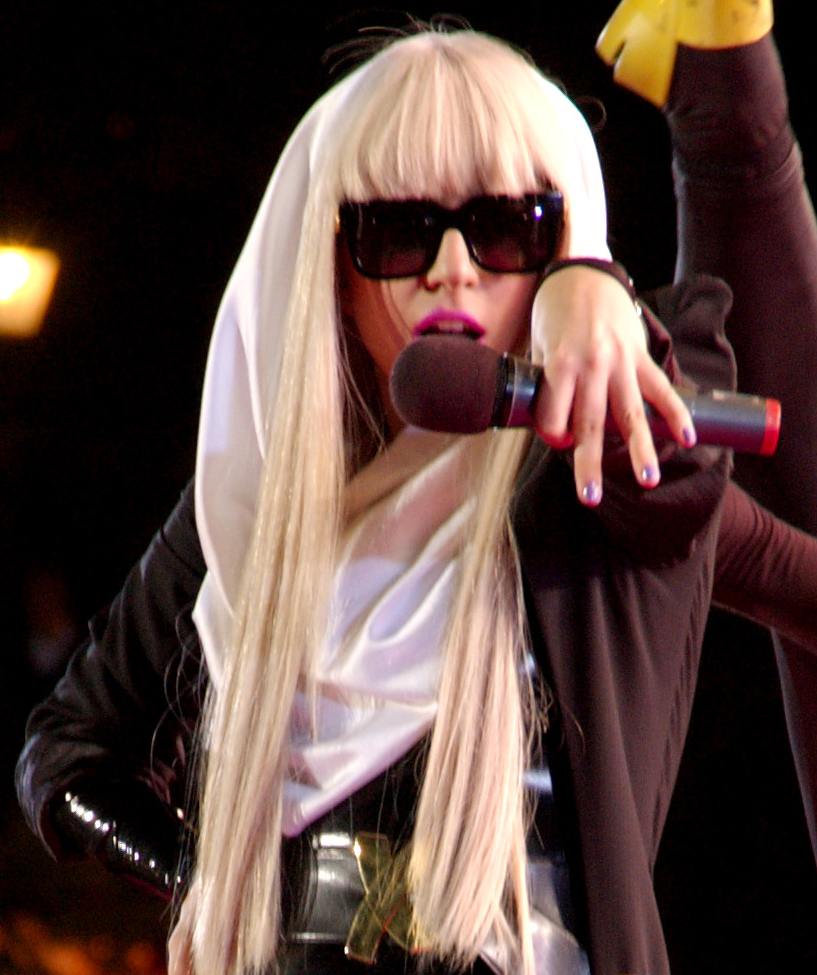
Gaga cantando «Just Dance» en Estocolmo en 2008.

«Just Dance» fue coescrita por Gaga, Aliaune «Akon» Thiam y Nadir «RedOne» Khayat, quien además se ocupó de la producción del tema. En una entrevista con la revista Heat, Gaga explicó su inspiración para componerla, comentando que «tenía resaca muy fuerte. Escribí la canción en casi diez minutos con RedOne. Y era mi primera vez en un estudio de Hollywood. Muy prístino, [una] sala enorme con parlantes gigantes». La escribió en enero de 2008 y según ella, fue «[un] trabajo duro y un montón de gente no creyó [en la canción] al principio». Más tarde, dijo sobre ella:

«Esa canción salvó mi vida. Estaba en un espacio muy oscuro en Nueva York. Estaba muy deprimida, siempre en un bar. Me fui en avión a Los Ángeles para hacer mi música y se me dio una oportunidad para escribir la canción que cambiaría mi vida y lo hice. Y nunca me volteé hacia atrás. Dejé atrás a mi novio, mi departamento. Todavía no he vuelto. Mi madre fue y me aclaró [todo] para mí».

En una entrevista con Contactmusic, Gaga mencionó que «Just Dance» bien puede ser una canción «alegre», pues las personas que están atravesando situaciones difíciles —como estar perdiendo el trabajo o su propia casa—, podrían apreciar la canción. Gaga dijo, en una entrevista con Artistdirect que quería componer una hermosa canción con «Just Dance». Cuando le preguntaron la razón de su popularidad, la artista contestó: «Todos están buscando una canción que realmente hable de la alegría en nuestras almas y corazones; [sobre] pasar un buen momento. [Esta] es simplemente una de esas canciones. Se siente realmente muy bien y cuando la escuchas, te hace sentir bien por dentro. Es tan simple como eso. No creo que sea ciencia en cuanto al corazón se refiere. Creo que es una canción para el corazón». En el decimoquinto aniversario de la canción, el cantante y productor Akon habló sobre su participación en «Just Dance», explicando que originalmente cantaba en la canción, pero debido a conflictos internos entre las discográficas, sus voces principales no fueron autorizadas. Este cambio forzó a incluir a Colby O'Donis como colaborador en el verso principal, mientras Akon mantuvo sus coros de fondo. Según el productor, fue una situación complicada que impactó a Gaga al ser su primer gran proyecto, afirmando que «fue un golpe duro para ella porque todo estaba listo y, apenas dos días antes de grabar el video, tuvimos que ajustarnos a estas circunstancias políticas».

## Composición y grabación
«Just Dance» es una canción de pulso acelerado de estilo dance. Combina sonidos de sintetizador con pulsos de marcha, melodías electrónicas e influencias de R&B. Según la partitura publicada en Musicnotes, la canción posee un compás de 4/4 y se interpreta a 124 pulsaciones por minuto. Está compuesta en la tonalidad de do♯ menor y el registro vocal de Gaga abarca desde sol3 hasta do5. La canción comienza con un arreglo para sintetizador y Gaga diciendo «RedOne». «Just Dance» posee una progresión armónica básica de fa-la menor-do-sol-re-fa. Colby O'Donis canta el interludio en el mismo registro que Gaga y le sigue otro con influencias de R&B cantado por ella. Luego de esto, el estribillo se repite y O'Donis hace las armonías vocales y se mantiene el pulso de marcha. La canción termina con la repetición de la palabra dance («baila»).
En cuanto a la letra, «Just Dance» posee una perspectiva irónica con versos como «What's going on, on the floor? / I love this record baby, but I can't see straight anymore» —«¿Qué está pasando en la pista? / Amo este disco bebé, pero ya no puedo ver bien»—, y continúa en la misma línea: «Keep it cool / What's the name of this club? / I can´t remember but it's alright, oh, alright» —«Manténlo fresco / ¿Cuál es el nombre de este club? / No puedo acordarme pero que está bien, oh, está bien»—. La letra habla sobre estar totalmente ebrio en una fiesta. El primer verso del tema, «RedOne» ha sido malinterpretado como red wine («vino tinto»), pero en realidad es una referencia al productor del sencillo.

## Recepción

### Comentarios de la crítica
La canción recibió en general críticas positivas. Matthew Chrisling de Allmusic la describió como «galáctica» y la comparó con «Money Honey», otra pista del álbum. Alexis Petridis, de The Guardian la llamó «un cuento seductor sobre animar a un blanquito drogado combinado con un tempo de marcha, melodías electrónicas y condimentos de R&B que tiene una vaga semejanza con [la canción de] Nelly Furtado "Maneater"». Ben Norman, de About dijo que la canción «abre el álbum como una valquiria dirigiendo la carga, [...] cabalgando triunfante delante de su ejército. Si no conoces la canción, utiliza tu navegador. No perderé tiempo explicando cómo suena». Sin embargo, comentó que no es innovadora y la comparó con los trabajos de Rihanna, Chris Brown y Pussycat Dolls. Bill Lamb, del mismo sitio web la describió como común pero lo suficientemente atrapante como para que Gaga sea reconocida. Añadió que «"Just Dance" tiene mucha energía y presenta la sorprendente voz de Lady Gaga, pero [se trata de] un débil dance pop». También se elogió la voz de O'Donis. Evan Sawday de PopMatters dijo que «"Just Dance" es un sencillo intensamente atrapante y un indicador excelente de lo que es el álbum». Ben Hogwood, de MusicOMH elogió el tema, diciendo: 

«No escucharás muchos himnos festivos [tan] atrapantes como [lo es] [...] "Just Dance" de este año, [...] [canción que está] destinada a habitar tu cabeza durante las próximas semanas».
Ben Hogwood

Freedom du Lac, de Washington Post la describió diciendo que «está llena de espumosos sintetizadores pop que se combinan con [un] groove dance de bajo nivel junto con la voz helada, casi incorpórea de Gaga [que canta sobre] la felicidad de bailar». Sal Cinquemani, de Slant Magazine escribió que la canción refleja «un choque de trenes que probablemente encuentres [...] a las cuatro de la mañana», como enfatiza la letra. Talia Kranes, de la BBC llamó a la canción «irresistible» y comentó: «Lo atrapante de sus canciones seguramente la colocará en la lista de los ídolos [del] pop». Sin embargo, escribió el nombre de la canción incorrectamente, poniendo en su lugar «Let's Dance».

### Rendimiento comercial
«Just Dance» fue un éxito comercial a nivel mundial, alcanzando el primer puesto en las listas de varios países. De acuerdo con la Federación Internacional de la Industria Fonográfica, la canción logró vender más de 7 700 000 copias digitales en 2009, convirtiéndose en el cuarto sencillo más vendido del año. Para diciembre de 2020, «Just Dance» superó las 13 millones de copias vendidas a nivel mundial, convirtiéndose en uno de los sencillos más vendidos de todos los tiempos.

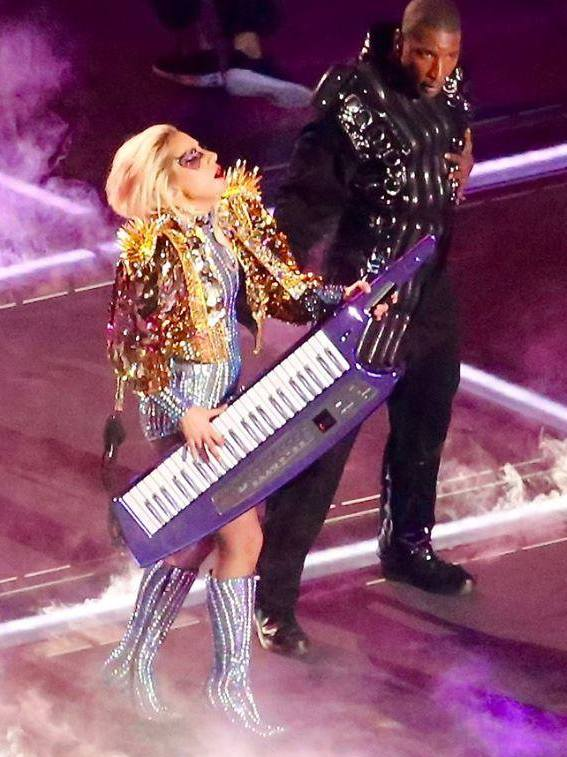
Gaga cantando «Just Dance» en el espectáculo de medio tiempo del Super Bowl LI.

En los Estados Unidos, «Just Dance» se volvió un éxito en las discotecas tras su lanzamiento y alcanzó el segundo puesto en las listas de Billboard Hot Dance Airplay y Dance/Club Play Songs en el verano de 2008. Ingresó en el Billboard Hot 100 en el puesto 76, el 16 de agosto de 2008. Ascendió al segundo lugar tras vender 419  000 copias en formato digital durante el 10 de enero de 2009. En ese mismo número de la revista Billboard, la canción llegó al primer puesto en el Pop 100. En la semana siguiente, la canción llegó finalmente al primer puesto del Hot 100. Le tomó 22 semanas alcanzar esta posición y este fue el segundo máximo recorrido antes de llegar al número uno después del de «With Arms Wide Open» de Creed, que pasó 27 semanas hasta alcanzar dicho puesto en noviembre de 2000. La canción también apareció en la lista Hot R&B/Hip-Hop Songs, donde llegó al puesto 72. El 27 de marzo de 2020, el sencillo recibió 9 discos de platino otorgados por la Recording Industry Association of America por haber vendido 9 000 000 de unidades en el país. Con todo, al 7 de octubre de 2011, vendió un total de 6 348 000 copias digitales en el país. Hasta el 25 de febrero de 2018, había vendido 7.2 millones de copias en los Estados Unidos. En Canadá, la canción debutó en el puesto 97 del Canadian Hot 100, el 7 de junio de 2008. Alcanzó el primer puesto de la lista el 23 de agosto de 2008 y permaneció en dicha posición durante cinco semanas consecutivas. Asimismo, recibió seis discos de platino otorgados por la Canadian Recording Industry Association en junio de 2009, por vender 240 000 copias en formato digital.
La canción debutó en el número 34 en las lista de sencillos de Australia el 21 de julio de 2008 y alcanzó el lugar 17 la siguiente semana, por lo que se transformó en el «máximo ganador» de las listas. El 15 de septiembre de 2008 alcanzó la máxima posición en la lista australiana. Recibió además tres discos de platino otorgados por la Australian Recording Industry Association, certificador discográfico del país, por vender 210 000 copias. Se considera la canción con la estadía más larga en las listas de este país debido a que pasó 81 semanas en el Top 100. En Nueva Zelanda, «Just Dance» debutó en el conteo New Zealand Singles Chart en el puesto 19 y llegó al tercer lugar. Recibió un disco de platino otorgado por la Recording Industry Association of New Zealand por vender 15 000 copias.
En el Reino Unido, «Just Dance» debutó en el tercer lugar de la UK Singles Chart el 10 de enero de 2009. Alcanzó el número uno la semana siguiente y permaneció allí durante tres semanas. La canción fue certificada con tres discos de platino, otorgado por la British Phonographic Industry. Para enero de 2025, logró vender más de 2.1 millones de copias en el país. En una entrevista con Daily Mail, Gaga explicó lo que sintió cuando su canción llegó al primer puesto allí, diciendo: «Ha sido un largo sueño tener un gran éxito en el Reino Unido—mis seguidores de allí son muy atractivos y la gente es muy innovadora y libre en su forma de pensar sobre la cultura pop y la música. Estaba en mi departamento de Los Ángeles preparándome para ir a un ensayo de baile cuando me llamaron para avisarme, simplemente lloré». En Irlanda, la canción debutó en el puesto 11 y tras una semana, alcanzó la máxima posición en las listas. También llegó al número uno en las listas de los Países Bajos el 28 de febrero de 2009. También ingresó al Top 10 en Austria, Dinamarca, Finlandia, Noruega, Suecia, Suiza, España y el Top 20 en Bélgica (Flandes y Valonia) y Francia.

## Vídeo musical
Su vídeo musical fue dirigido por Melina Matsoukas y se basa en la temática de la canción, es decir, las fiestas. El vídeo comienza con Gaga llegando con sus bailarines a una casa donde una fiesta parece haber terminado. Uno de ellos enciende un equipo de sonido, haciendo que la música resuene en la casa. Los invitados a la fiesta, durmiendo en diferentes lugares, se despiertan por el comienzo de la canción. Todos comienzan a bailar y las escenas de la fiesta se intercalan con la imagen de Gaga vestida con un poncho sujetando una esfera de espejos o en una pequeña pileta, jugando con una orca inflable. Ella usa una etiqueta de un rayo azul sobre su mejilla y ojo izquierdos similar a como aparece en la carátula del sencillo —esto lo hizo a manera de tributo para David Bowie—. O'Donis aparece rodeado de varias mujeres mientras canta el interludio. Akon y Space Cowboy hacen a su vez cameos. MTV llamó al vídeo un homenaje a la década de 1970. Durante una entrevista en septiembre de 2008, Gaga comentó que «todo el vídeo es una interpretación artística sobre el estar borracho en una fiesta». Cuando About le preguntó sobre el rodaje del vídeo, ella respondió:

«Oh, fue tan divertido, fue increíble. Para mí, fue como estar en una producción de Martin Scorsese. Había estado durante tanto tiempo con cosas de bajo presupuesto que hacer este increíblemente maravilloso vídeo fue muy humillante. Fue realmente gracioso, pero si vieras alguna filmación mía un día —soy muy reservada sobre esas cosas, no hablo con nadie. No soy la chica de las fiestas que corre alrededor. Incluso, me parezco un poco a una diva. Me preocupo por mí misma, los disfraces, si los extras se ven bien y la escenografía. No hago escándalo por las cosas, sabes. El vídeo fue una versión mía. Fue Melina, la directora, quien quiso hacer algo, tener una interpretación artística muy pop pero comercial, se sentía como un estilo de vida. Fueron todas esas cosas, lo amo».

## Presentaciones en vivo

Gaga junto a un Rolls-Royce interpretando la introducción extensa de «Just Dance».

En julio de 2008, Gaga interpretó la canción por primera vez en la competencia de traje de baño de la edición de 2008 de Miss Universo, que se llevó a cabo en Vietnam. Más tarde, también la cantó en muchos programas de televisión de Estados Unidos. Apareció en Jimmy Kimmel Live, The Tonight Show with Jay Leno, So You Think You Can Dance, y The Ellen DeGeneres Show. En Australia, la interpretó en Sunrise, pero fue criticada por su supuesta sincronía de labios. Gaga lo negó, diciendo: «Estuve enferma el día del espectáculo, pero yo, absolutamente, cien por ciento estaba cantando en directo. [...] Nunca hice sincronía de labios ni lo haré nunca. Aún en mi peor día, nunca lo haré». Ella también interpretó la canción durante las sesiones de AOL.
«Just Dance» figuraba en el programa de su primera gira The Fame Ball Tour. Cuando la versión acústica de «Poker Face» finalizaba, Gaga salía del escenario y daba lugar a un interludio llamado «The Face», donde se veía un vídeo sobre la personalidad alternativa de la artista, llamada Candy Warhol. Gaga aparecía de nuevo usando un vestido con tutú con hombreras cubiertas de puntos negros. Sus bailarines estaban vestidos con pantalones diseñados por Louis Vuitton que combinaban con los zapatos de la cantante. Luego, los telones de fondo cambiaban para dar lugar a luces de discoteca y Gaga usaba los mismos lentes de sol que en el vídeo, donde se veía la frase Pop Music Will Never Be Low Brow («la música pop nunca tendrá la frente baja»). Una remezcla de «Just Dance» comenzaba a sonar y la artista cantaba el primer verso, bailando una coreografía. Meses después, específicamente en noviembre de 2009, la canción figuraba en el programa de The Monster Ball Tour, donde era la segunda canción en interpretarse. Tras la introductoria «Dance in the Dark», tomaba un keytar y comenzaba a interpretarla, mientras la pantalla de vídeo a sus espaldas se levantaba. Era alzada a través de una plataforma con dicho instrumento sobre su hombro y secundada por ocho bailarines localizados tras ella.

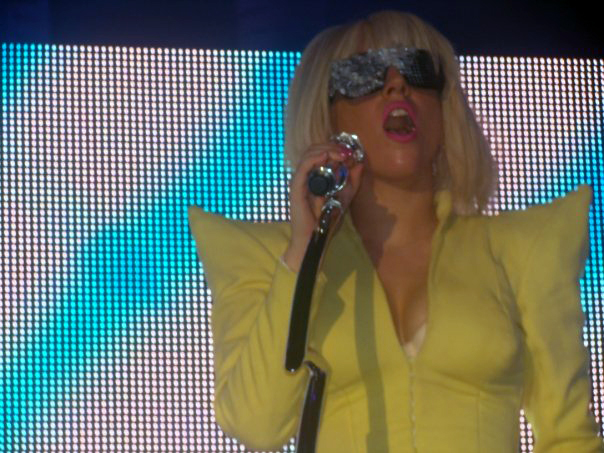
La cantante interpretando la canción en Zúrich, durante el 2009.

Durante el 22 y 23 de agosto de 2009, Gaga interpretó la canción en el V Festival, el cual se llevó a cabo en Inglaterra. Además de «Just Dance», cantó sus canciones «Paparazzi», «LoveGame», «Beautiful, Dirty, Rich», «Boys, Boys, Boys» y «Poker Face». El 15 de mayo de 2011, la cantante interpretó «Just Dance» en el festival británico Radio 1's Big Weekend, que tuvo lugar en Carlisle; allí, Gaga cantó también sus éxitos «Bad Romance», «The Edge of Glory», «Alejandro», «Telephone», «Poker Face», «Judas», «Born This Way» y «Yoü and I». El 24 de septiembre de 2011, la cantante se presentó en el iHeartRadio Music Festival, donde cantó «Just Dance» junto con canciones de sus álbumes The Fame, The Fame Monster y Born This Way: «Poker Face», «LoveGame», «Paparazzi», «Bad Romance», «Telephone», «Alejandro», «Born This Way», «Judas», «The Edge of Glory», «Yoü and I», «Hair» y «Scheiße». Además de ello, interpretó junto al cantante británico Sting otras dos canciones: «Stand By Me», perteneciente a Ben E. King, y «King of Pain» de The Police.
La canción también fue incluida en el repertorio de su gira artRAVE: The ARTPOP Ball Tour. El 5 de febrero de 2017, Gaga la interpretó en el espectáculo de medio tiempo del Super Bowl LI junto a otros de sus temas como «Million Reasons», «Poker Face», «Born This Way», «Telephone» y «Bad Romance». Durante la actuación, la cantó en el escenario principal usando un overol plateado con unas hombreras doradas mientras tocaba el keytar. Gaga también la incluyó en el repertorio de su Joanne World Tour y The Chromatica Ball, así como de Lady Gaga Live at Roseland Ballroom y Lady Gaga: Enigma como el tema de apertura.

## Formatos yremixes
- Descarga digital

| Just Dance — Single |                                     |          |  |
| N.º                 | Título                              | Duración |  |
| 1.                  | «Just Dance»                        | 4:02     |  |
| 2.                  | «Just Dance» (Trevor Simpson Remix) | 7:21     |  |

| Just Dance — Remixes EP |                                         |          |  |
| N.º                     | Título                                  | Duración |  |
| 1.                      | «Just Dance»                            | 4:02     |  |
| 2.                      | «Just Dance» (HCCR'S Bambossa Main Mix) | 7:12     |  |
| 3.                      | «Just Dance» (Richard Vission Remix)    | 6:13     |  |
| 4.                      | «Just Dance» (Trevor Simpson Remix)     | 7:20     |  |

| Just Dance: The Remixes EP — Parte 1 |                                         |          |  |
| N.º                                  | Título                                  | Duración |  |
| 1.                                   | «Just Dance» (HCCR'S Bambossa Main Mix) | 7:12     |  |
| 2.                                   | «Just Dance» (Richard Vission Remix)    | 6:13     |  |
| 3.                                   | «Just Dance» (Trevor Simpson Remix)     | 7:20     |  |

| Just Dance: The Remixes EP — Parte 2 |                                   |          |  |
| N.º                                  | Título                            | Duración |  |
| 1.                                   | «Just Dance» (RedOne Remix)       | 4:18     |  |
| 2.                                   | «Just Dance» (Space Cowboy Remix) | 5:01     |  |
| 3.                                   | «Just Dance» (Robots to Mars Mix) | 4:37     |  |
| 4.                                   | «Just Dance» (Tony Arzadon Remix) | 6:15     |  |

## Posicionamiento en listas

### Semanales
| Alemania          | German Singles Chart      | 10 |
| Australia         | Australian Singles Chart  | 1  |
| Austria           | Austrian Singles Chart    | 8  |
| Bélgica (Flandes) | Ultratop 50 Singles       | 13 |
| Bélgica (Valonia) | Ultratop 40 Singles       | 15 |
| Canadá            | Canadian Hot 100          | 1  |
| Dinamarca         | Danish Singles Chart      | 6  |
| Eslovaquia        | Radio Top 100 Chart       | 10 |
| España            | Spanish Singles Chart     | 3  |
| Estados Unidos    | Billboard Hot 100         | 1  |
| Estados Unidos    | Pop Songs                 | 1  |
| Estados Unidos    | Dance/Club Play Songs     | 2  |
| Finlandia         | Finnish Singles Chart     | 7  |
| Francia           | French Singles Chart      | 14 |
| Hungría           | Rádiós Top 40             | 2  |
| Irlanda           | Irish Singles Chart       | 1  |
| Japón             | Japan Hot 100             | 2  |
| Noruega           | Norwegian Singles Chart   | 3  |
| Nueva Zelanda     | New Zealand Singles Chart | 3  |
| Países Bajos      | Dutch Top 40              | 1  |
| Reino Unido       | UK Singles Chart          | 1  |
| República Checa   | Radio Top 100 Chart       | 5  |
| Suecia            | Swedish Singles Chart     | 3  |
| Suiza             | Swiss Singles Chart       | 8  |
| Europa            | European Hot 100          | 3  |

- Ver lista de predecesores y sucesores

| Predecesor: «I Kissed a Girl» de Katy Perry               | Canadian Hot 100 — Sencillo número uno 23 de octubre de 2008 - 27 de septiembre de 2008                 | Sucesor: «So What» de Pink                                  |
| Predecesor: «All Summer Long» de Kid Rock                 | Australian ARIA Singles Chart — Sencillo número uno 15 de septiembre de 2008 - 22 de septiembre de 2008 | Sucesor: «So What» de Pink                                  |
| Predecesor: «Single Ladies (Put a Ring on It)» de Beyoncé | Billboard Hot 100 - Sencillo número uno 10 de enero de 2009 - 31 de enero de 2009                       | Sucesor: «My Life Would Suck Without You» de Kelly Clarkson |
| Predecesor: «Womanizer» de Britney Spears                 | Pop Songs 100 - Sencillo número uno 24 de enero de 2009 - 6 de febrero de 2009                          | Sucesor: «Single Ladies (Put a Ring on It)» de Beyoncé      |
| Predecesor: «Hallelujah» de Alexandra Burke               | UK Singles Chart - Sencillo número uno 11 de enero de 2009 - 31 de enero de 2009                        | Sucesor: «The Fear» de Lily Allen                           |
| Predecesor: «Hallelujah» de Alexandra Burke               | Irish Singles Chart - Sencillo número uno 15 de enero de 2009 - 12 de febrero de 2009                   | Sucesor: «Get On Your Boots» de U2                          |
| Predecesor: «Rap das Armas» de Cidinho and Doca           | Dutch Top 40 - Sencillo número uno 28 de febrero de 2009 - 14 de marzo de 2009                          | Sucesor: «Miracle» de Ilse DeLange                          |

### Certificaciones
| País           | Organismo certificador | Certificación  | Ventas certificadas | Ref.          |
| -------------- | ---------------------- | -------------- | ------------------- | ------------- |
| Alemania       | BVMI                   | 2× Platino     | 600 000             | [ 103 ]       |
| Australia      | ARIA                   | 12× Platino    | 840 000             | [ 38 ]        |
| Bélgica        | IFPI — Bélgica         | Oro            | 10 000              | [ 104 ]       |
| Brasil         | ABPD                   | Diamante       | 160 000             | [ 105 ]       |
| Canadá         | CRIA                   | 6× Platino     | 240 000             | [ 34 ]        |
| Dinamarca      | IFPI — Dinamarca       | 2× Platino     | 30 000              | [ 106 ]       |
| España         | PROMUSICAE             | Platino        | 25 000              | [ 107 ]       |
| Estados Unidos | RIAA                   | 11× Platino    | 11 000              | [ 108 ]       |
| Italia         | FIMI                   | Platino        | 100 000             | [ 109 ]       |
| Japón          | RIAJ                   | Oro (digital)  | 100 000             | [ 110 ]       |
| Japón          | RIAJ                   | Oro (ringtone) | 100 000             | [ 111 ]       |
| Noruega        | IFPI — Noruega         | 3× Platino     | 180 000             | [ 112 ]       |
| Nueva Zelanda  | RIANZ                  | Platino        | 15 000              | [ 113 ]       |
| Reino Unido    | BPI                    | 3× Platino     | 2 100 000           | [ 46 ] [ 45 ] |
| Suecia         | IFPI — Suecia          | Platino        | 20 000              | [ 114 ]       |
| Suiza          | IFPI — Suiza           | 2× Platino     | 60 000              | [ 115 ]       |

### Anuales
| Australia     | Australian Singles Chart  | 7  |
| Francia       | French Singles Chart      | 73 |
| Nueva Zelanda | New Zealand Singles Chart | 12 |
| Suecia        | Swedish Singles Chart     | 15 |

| Alemania          | German Singles Chart     | 33 |
| Australia         | Australian Singles Chart | 70 |
| Austria           | Austrian Singles Chart   | 38 |
| Bélgica (Flandes) | Belgian Singles Chart    | 42 |
| Bélgica (Valonia) | Belgian Singles Chart    | 21 |
| Canadá            | Canadian Hot 100         | 42 |
| Dinamarca         | Danish Singles Chart     | 17 |
| España            | Spanish Singles Chart    | 21 |
| Estados Unidos    | US Billboard Hot 100     | 3  |
| Hungría           | Hungarian Airplay Chart  | 7  |
| Irlanda           | Irish Singles Chart      | 4  |
| Países Bajos      | Dutch Top 40             | 28 |
| Reino Unido       | UK Singles Chart         | 3  |
| Suecia            | Swedish Singles Chart    | 85 |
| Suiza             | Swiss Singles Chart      | 20 |
| Europa            | European Hot 100 Singles | 30 |

### Decenales
| Australia      | Australian Singles Chart | 12 |
| Austria        | Austrian Singles Chart   | 9  |
| Estados Unidos | US Billboard Hot 100     | 35 |
| Reino Unido    | UK Singles Chart         | 24 |

## Premios y nominaciones
El sencillo «Just Dance» fue nominado en distintas ceremonias de premiación. A continuación, una lista de las candidaturas que obtuvo:
| Año  | Ceremonia de premiación          | Premio                  | Resultado | Ref.    |
| ---- | -------------------------------- | ----------------------- | --------- | ------- |
| 2009 | Grammy Awards                    | Mejor grabación dance   | Nominado  | [ 140 ] |
| 2009 | Teen Choice Awards               | Canción enganchadora    | Ganador   | [ 141 ] |
| 2009 | International Dance Music Awards | Mejor canción pop/dance | Ganador   | [ 142 ] |
| 2009 | International Dance Music Awards | Mejor vídeo musical     | Nominado  | [ 142 ] |
| 2009 | Q Awards                         | Mejor vídeo             | Ganador   | [ 143 ] |

## Historial de lanzamientos
| País           | Fecha                   | Formato                          | Ref.            |
| -------------- | ----------------------- | -------------------------------- | --------------- |
| Estados Unidos | 8 de abril de 2008      | Sencillo en CD                   | [ 144 ]         |
| Canadá         | 17 de junio de 2008     | Sencillo en CD                   | [ 145 ]         |
| Francia        | 13 de junio de 2008     | Descarga digital                 | [ 146 ]         |
| Canadá         | 25 de noviembre de 2008 | Descarga digital                 | [ 147 ]         |
| Estados Unidos | 4 de noviembre de 2008  | Descarga digital                 | [ 148 ]         |
| Canadá         | 4 de noviembre de 2008  | Descarga digital                 | [ 149 ]         |
| Reino Unido    | 24 de diciembre de 2008 | Sencillo en CD y disco de vinilo | [ 150 ] [ 151 ] |
| Estados Unidos | 6 de enero de 2009      | Disco de vinilo                  | [ 152 ]         |

## Créditos
- Composición – Lady Gaga, RedOne, Akon
- Producción – RedOne
- Instrumentación – RedOne
- Grabación – RedOne
- Ingeniería de audio – Dave Russell
- Armonías vocales – Lady Gaga, Akon, RedOne, Colby O'Donis
- Mezcla – Robert Orton

Fuente: Discogs.